# (616) Elly
(616) Elly is een planetoïde in de planetoïdengordel. 

## Beschrijving
De planetoïde werd op 17 oktober 1906 ontdekt door August Kopff in Heidelberg. De baan heeft een semi-hoofdas van 2,55 AE, een excentriciteit van 0,06 en een helling van 15,0° ten opzichte van de ecliptica. De gemiddelde diameter werd in 2019 geschat op 21,170 ± 0,212 kilometer. Het spectraaltype is S (steenachtig), de albedo is 0,2866. Elly draait om de eigen as in 5 uur, 18 minuten en 4 seconden. 

## Naam
De planetoïde is vermoedelijk genoemd naar de vertaalster Elly Boehm (geboren als Elly Meyer-Ellès), de echtgenote van de Duitse wiskundige Karl Boehm.

## Gerelateerde artikelen
- Lijst van planetoïden 1-1000